# Goodbye & Good Riddance
A Goodbye & Good Riddance egy amerikai rapper Juice Wrld által készített stúdióalbum.  Az album 2018. május 23-án debütált a, Grade A Productions and Interscope Records     által. Az album egyetlen vendégszereplője Lil Uzi Vert, valamint Benny Blanco, Cardo, Mitch Mula, Nick Mira és Sidepce is közreműködött az album készítésében.

## Háttér
A Beats 1 rádió műsorban, Zane Lowe-vel készített interjújában Juice WRLD az album hátteréről beszélt:
Csak zenét próbálok készíteni, hogy segítsen az embereknek a helyzetükben, és elmondja nekik a sajátomat. Ez mind eredeti, tehát azt hiszem, ez is hozzá ad. Vissza a középiskolába, már akkoriban jó voltam a freestylingban. Aztán rappelni kezdtem, és felvettem néhány lemezt. Arra gondoltam, hogy miért nem teszem a szívemet arra, amit csinálok?

## Számok listája
| Sorszám   | Cím                               | Író(k)                                                                                    | Producer(ek)                  | Időtartam | Megtekintések (YouTube-on) 2020 júliusa |
| --------- | --------------------------------- | ----------------------------------------------------------------------------------------- | ----------------------------- | --------- | --------------------------------------- |
| 1.        | "Intro"                           | - Christian Laster - Billie Eilish O’Connell - Finneas O’Connell - Khalid Robinson        | Don Rob                       | 1:14      |                                         |
| 2.        | "All Girls Are the Same"          | - Jarad Higgins - Nick Mira                                                               | Mira                          | 2:45      | 147 106 000 (videoklip)                 |
| 3.        | "Lucid Dreams"                    | - Higgins - Mira - Danny Snodgrass - Gordon Sumner - Dominic Miller                       | Mira                          | 3:59      | 532 231 000 (videoklip)                 |
| 4.        | "Wasted" (featuring Lil Uzi Vert) | - Higgins - Symere Woods - Christoper Barnett                                             | CBMix                         | 4:18      | 68 408 000                              |
| 5.        | "Armed and Dangerous"             | - Higgins - Andre Proctor                                                                 | Dre Moon                      | 2:49      | 153 366 000 (videoklip)                 |
| 6.        | "Black & White"                   | - Higgins - Benjamin Levin - Magnus Høiberg - Justin Tranter - Nathan Perez - Sasha Sloan | - Benny Blanco - Cashmere Cat | 3:06      | 119 785 000 (videoklip)                 |
| 7.        | "Lean wit Me"                     | - Higgins - Mira                                                                          | Mira                          | 2:55      | 125 279 000                             |
| 8.        | "I'll Be Fine"                    | - Higgins - Mira                                                                          | - Mira - JR Hitmaker          | 4:04      | 19 533 000                              |
| 9.        | "Used To"                         | - Higgins - Mira                                                                          | Mira                          | 2:56      | 20 469 000                              |
| 10.       | "Candles"                         | - Higgins - Mira                                                                          | - Mira - Taz Taylor           | 3:03      | 26 076 000                              |
| 11.       | "Scared of Love"                  | - Higgins - Dominique Mitchell                                                            | Mitch Mula                    | 2:50      | 19 510 000                              |
| 12.       | "Hurt Me"                         | - Higgins - Mira                                                                          | SidePce                       | 2:02      | 5 977 000                               |
| 13.       | "I'm Still"                       | - Higgins - Mira                                                                          | Mira                          | 3:12      | 15 989 000                              |
| 14.       | "End of the Road"                 | - Higgins - Mira                                                                          | Mira                          | 2:42      | 8 040 000                               |
| 15.       | "Long Gone"                       | - Higgins - Ronald LaTour                                                                 | - Cardo - Ric & Thadeus       | 3:07      | 6 060 000                               |
| 16.       | "Betrayal (Skit)"                 | Higgins                                                                                   |                               | 1:04      |                                         |
| 17.       | "Karma (Skit)"                    | Higgins                                                                                   |                               | 1:14      |                                         |
| Összesen: | Összesen:                         | Összesen:                                                                                 | Összesen:                     | 47:20     | 1 267 829 000                           |

## Eladási minősítések
| Régió                                                            | Minősítés  | Eladott példányszám |
| ---------------------------------------------------------------- | ---------- | ------------------- |
| Ausztrália (ARIA)                                                | arany      | 35 000‡             |
| Kanada (Music Canada)                                            | platina    | 80 000‡             |
| Dánia (IFPI Denmark)                                             | 2× platina | 40 000‡             |
| Új-Zéland (RMNZ)                                                 | platina    | 15 000‡             |
| Egyesült Királyság (BPI)                                         | arany      | 100 000‡            |
| Egyesült Államok (RIAA)                                          | platina    | 1 000 000‡          |
| ‡ Eladási+streaming példányszámok kizárólag a minősítés alapján. |            |                     |

## Listás helyezések
| Lemezeladási lista (2018–2021)                | Legjobb helyezés |
| --------------------------------------------- | ---------------- |
| Ausztrália (ARIA Top 50 Albums)               | 39               |
| Ausztria (Ö3 Austria Top 40)                  | 75               |
| Belgium (Ultratop Flandria)                   | 19               |
| Belgium (Ultratop Vallónia)                   | 177              |
| Kanada (Billboard Canadian Albums Chart)      | 5                |
| Dánia (Hitlisten Album Top 40)                | 5                |
| Hollandia (Dutch Charts Album Top 100)        | 11               |
| Finnország (Musiikkituottajat Albumit Top 50) | 7                |
| Franciaország (SNEP Album Top 100)            | 141              |
| Németország (Offizielle Top 100)              | 93               |
| Írország (IRMA Top 100 Artist Album)          | 16               |
| Olaszország (FIMI Album Top 20)               | 78               |
| Lettország (LAIPA)                            | 2                |
| Litvánia (AGATA)                              | 11               |
| Új-Zéland (Recorded Music NZ Top 40 Albums)   | 15               |
| Norvégia (VG-lista Album Top 40)              | 5                |
| Svédország (Sverigetopplistan Top 60 Albums)  | 7                |
| Svájc (Schweizer Hitparade Top 100 Albums)    | 82               |
| Egyesült Királyság (UK Albums Chart)          | 23               |
| USA Billboard 200                             | 4                |
| USA Top R&B/Hip-Hop Albums (Billboard)        | 3                |
| USA Top Rap Albums (Billboard)                | 3                |

## Kislemezek az albumról
- "All Girls Are the Same", 2018. április 13-án adták ki, 41. helyet érte el a Billboard Hot 100-on
- "Lucid Dreams", 2018. május 4-én adták ki, 2. helyet érte el.
- "Lean wit Me", 2018. május 22-én adták ki, 68. helyezést érte el.
- "Wasted", amelyen Lil Uzi Vert is szerepel, 2018. július 10-én jelent meg, az album újbóli kiadása mellett, röviddel a Zane Lowe Beats 1 rádióban való premierje után.
- "Armed and Dangerous", az 5. és egyben az utolsó single az albumról. 2018 október 15-én debütált az album újbóli kiadása mellett. A Billboard Hot 100-on a 44. helyet sikerült magáévá tennie.